# Eupithecia elimata
Eupithecia elimata es una especie de polilla de la familia Geometridae. La especie fue descrita por primera vez por Karl Dietze habiendo sido descrita en 1906, con distribución en Argelia. El sintipo de la especie fue descrita en Sebdou, en la costa de Orán.

## Descripción
Las alas anteriores son de color marrón ahumado oscuro con matices violetas y con numerosas líneas y bandas en zigzag, su área mediana más oscura, dividida en el centro por dos líneas blancas. Cuenta con un punto discal alargado. Las alas traseras son de color marrón sepia oscuro uniforme.
Tiene gran similitud con la especie sudamericana Eupithecia hormiga.: 38 